# Полін Обам-Нгема
Полін Обам-Нгема (фр. Paulin Obame-Nguema; 28 грудня 1934 — 11 грудня 2023) — політичний діяч Габону, голова уряду країни з листопада 1994 до січня 1999 року.

## Політична діяльність
Збирався піти у відставку у червні 1996 та у січні 1997 років, однак президент Омар Бонго не прийняв відставку. Термін його перебування на посту прем'єр-міністра завершився 23 січня 1999 року, коли Жан-Франсуа Нтутум Еман став його наступником. Після цього Обам-Нгема отримав посаду міністра охорони здоров'я, народонаселення та соціальних питань, а з 10 лютого — міністра соціальних справ.